# 1K17 Sjàtie
L'1K17 Sjàtie (en rus: 1К17 Сжатие. Que vol dir en català literalment: 'Comprensió') fou un prototip de tanc làser. L'1K17 Szhatie fa servir un xassís del tanc T-80 amb un projector làser muntat en una torreta. En principi, la Unió Soviètica desenvolupà el tanc amb l'objectiu de combatre enemics terrestres.